# Hoa Điện
Hoa Điện (tiếng Trung: 桦甸市, Hán Việt: Hoa Điện thị) là một huyện cấp thị (thành phố cấp huyện) của địa cấp thị Cát Lâm, tỉnh Cát Lâm, Trung Quốc. Thành phố này có diện tích 6624 km2, dân số 450.000 người, mã số bưu chính 132400, mã điện thoại là 0432. Thành phố này được chia ra 5 nhai đạo, 8 trấn, 8 hương và 2 hương dân tộc. 